# Подорож на Місяць (роман, 1836)
«Подорож на Місяць» (угор. Utazás a Holdba) — науково-фантастичний роман угорського письменника Нея Ференца, вперше надрукований 1836 року на сторінках журналу «Малюнки зі світського життя та моди». Один з перших романів вище вказаного жанру.

## Сюжет
Угорські герої, подорожуючи на Місяць на дирижаблі, знаходять прекрасне (і чудово намальоване) природне середовище та утопічну добре організовану державу, де всі щасливі (це також сатира на домашнє середовище). Люди на Місяці говорять угорською мовою і час від часу приймають міжпланетних мандрівників. Енергія забезпечується електрикою, гнучкістю та парою. На жаль, на зворотному шляху герої втрачають усі докази своєї подорожі.